# Чоловський Олександр Анатолійович
Чоло́вський Олекса́ндр Анато́лійович — старшина Збройних сил України, учасник російсько-української війни.
Станом на 2015 рік проживав в місті Херсон.

## Нагороди
31 жовтня 2014 року за особисту мужність і героїзм, виявлені у захисті державного суверенітету та територіальної цілісності України, вірність військовій присязі під час російсько-української війни, відзначений — нагороджений орденом «За мужність» III ступеня.